# Rajd Karkonoski
Rajd Karkonoski – polski rajd samochodowy istniejący od 1981 roku. Od 1990 (oprócz 2010) jest rundą Rajdowych Samochodowych Mistrzostw Polski, odbywający się  na terenie Kotliny Jeleniogórskiej.
Między 2002 a 2008 rokiem nie było go w kalendarzu RSMP.

## Historia

### Początki
Rajd jest organizowany przez utworzony w 1980 roku Automobilklub Karkonoski. Pierwsza edycja odbyła się rok po utworzeniu Automobilklubu. Przez 9 pierwszych lat był rundą mistrzostw strefy Południowo-Zachodniej Polski.

### RSMP
W 1989 roku Rajd Karkonoski awansował z mistrzostw strefy do rangi rajdu ogólnopolskiego.Dobra organizacja sprawiła, że już w następnym roku rajd uzyskał status rundy Rajdowych Samochodowych Mistrzostw Polski. W roku 1994 rajd uzyskał status rundy Mistrzostw Europy. W latach 1989–2002 Komandorem Rajdu był Józef Kisiel

### Eliminacja Mistrzostw Europy
Po modyfikacjach trasy w 1994 roku Karkonoski staje się eliminacją Mistrzostw Europy o współczynniku 2 i ten status utrzymał do 2000 roku. W latach 2001–2002 rajd otrzymał wyższy współczynnik - 5, co dawało mu status drugiego pod względem znaczenia rajdu w Polsce.

### Przerwa
W 2003 roku rajd zniknął z kalendarza i przez kolejnych 5 lat kierowcy nie mieli możliwości ścigania się po trasach wokół Kotliny Jeleniogórskiej. Blisko był rozgrywany Rajd Nikon, ale tras wokół Jeleniej Góry nie wykorzystywał.

### Powrót
W 2008 roku Rajd Karkonoski powraca jako eliminacja Mistrzostw Polski. Młodzi organizatorzy zorganizowali imprezę na starych trasach. Odtąd rajd jedynie raz - w 2010 roku - nie był rozgrywany jako eliminacja RSMP. Wtedy jednak stanowił eliminację Rajdowego Pucharu Polski. Po powrocie rajdu do kalendarza RSMP od 2008 do 2015 roku Dyrektorem Rajdu był Marek Kisiel.

## Specyfikacja
Rajd Karkonoski uchodził za jeden z najbardziej kompaktowych rajdów w Mistrzostwach Polski. Odcinki dojazdowe nie przekraczały 30 km. Marian Bublewicz stwierdził w 1992 roku, że dałby radę przejechać rajd mając do dyspozycji jeden tylko serwis.
To także jeden z najtrudniejszych (choć niektórzy kierowcy uważają, że najtrudniejszy) rajd w Polsce, porównywalny z mającym znacznie dłuższe tradycje Rajdem Wisły. Paweł Dytko stwierdził po powrocie rajdu do kalendarza, że odzwyczaił się od takiej ilości zakrętów.
Rajd Karkonoski był także w latach 1990-1993 jedyną imprezą mającą całkowicie szutrowe odcinki specjalne.

## Zwycięzcy[3]
| Rok  | Nazwa rajdu                     | Kierowca             | Pilot                  | Samochód                 | Kategoria  |
| ---- | ------------------------------- | -------------------- | ---------------------- | ------------------------ | ---------- |
| 1987 | 7. Ogólnopolski Rajd Karkonoski | Bogdan Rogóż         |                        | Polski Fiat 125p         |            |
| 1988 | 8. Ogólnopolski Rajd Karkonoski | Paweł Budzyń         | Witold Bieńkowski      | Ford Escort RS 2000      |            |
| 1989 | 9. Rajd Karkonoski              | Bogdan Herink        | Tomasz Szostak         | Renault 11 Turbo         |            |
| 1990 | 10. Rajd Karkonoski             | Paweł Przybylski     | Krzysztof Gęborys      | Audi Coupe Quattro       | RSMP       |
| 1991 | 11. Rajd Karkonoski             | Marek Gieruszczak    | Marek Skrobot          | Toyota Celica GT4        | RSMP       |
| 1992 | 12. Rajd Karkonoski             | Marian Bublewicz     | Ryszard Żyszkowski     | Ford Sierra RS Cosworth  | RSMP       |
| 1993 | 13. Rajd Karkonoski             | Marek Gieruszczak    | Marek Skrobot          | Toyota Celica GT4        | RSMP       |
| 1994 | 14. Rajd Karkonoski             | Paweł Przybylski     | Krzysztof Gęborys      | Toyota Celica GT4        | RSMP       |
| 1995 | 15. Rajd Karkonoski             | Bogdan Herink        | Barbara Stępkowska     | Renault Clio Maxi        | ERC2, RSMP |
| 1996 | 16. Rajd Karkonoski             | Robert Herba         | Artur Skorupa          | Toyota Celica ST185      | ERC2, RSMP |
| 1997 | 17. Rajd Karkonoski             | Robert Gryczyński    | Tadeusz Burkacki       | Toyota Celica GT4        | ERC2, RSMP |
| 1998 | 18. Rajd Karkonoski             | Janusz Kulig         | Jarosław Baran         | Renault Mégane Maxi      | ERC2, RSMP |
| 1999 | 19. Rajd Karkonoski             | Janusz Kulig         | Jarosław Baran         | Ford Escort WRC          | ERC2, RSMP |
| 2000 | 20. Rajd Karkonoski             | Janusz Kulig         | Jarosław Baran         | Ford Escort WRC          | ERC2, RSMP |
| 2001 | 21. Rajd Karkonoski             | Tomasz Kuchar        | Maciej Szczepaniak     | Toyota Corolla WRC       | ERC5, RSMP |
| 2002 | 22. Rajd Karkonoski             | Leszek Kuzaj         | Erwin Mombaerts        | Peugeot 206 WRC          | ERC5, RSMP |
| 2008 | 23. Rajd Karkonoski             | Bryan Bouffier       | Xavier Panseri         | Mitsubishi Lancer EVO IX | ERC5, RSMP |
| 2009 | 24. Rajd Karkonoski             | Bryan Bouffier       | Xavier Panseri         | Peugeot 207 S2000        | RSMP       |
| 2010 | 25. Rajd Karkonoski             | Paweł Hankiewicz     | Agnieszka Wierzchowska | Citroen C2 VTS           | RPP        |
| 2011 | 26. Rajd Karkonoski             | Bryan Bouffier       | Xavier Panseri         | Peugeot 207 S2000        | RSMP       |
| 2012 | 27. Rajd Karkonoski             | Kajetan Kajetanowicz | Jarosław Baran         | Subaru Impreza RT        | RSMP       |
| 2013 | 28. Rajd Karkonoski             | Kajetan Kajetanowicz | Jarosław Baran         | Subaru Impreza RT        | RSMP       |
| 2014 | 29. Rajd Karkonoski             | Wojciech Chuchała    | Sebastian Rozwadowski  | Ford Fiesta R5           | RSMP       |
| 2015 | 30. Rajd Karkonoski             | Łukasz Habaj         | Piotr Woś              | Ford Fiesta R5           | RSMP       |

- ERC - Rajdowe Mistrzostwa Europy (liczba oznacza współczynnik rajdu)
- RSMP - Rajdowe Samochodowe Mistrzostwa Polski
- RPP - Rajdowy Puchar Polski